# COVID-19 в Ватикане
| COVID-19 случаев в Vatican City () Смертей Выздоровлений Заболевших | COVID-19 случаев в Vatican City () Смертей Выздоровлений Заболевших | COVID-19 случаев в Vatican City () Смертей Выздоровлений Заболевших | COVID-19 случаев в Vatican City () Смертей Выздоровлений Заболевших | COVID-19 случаев в Vatican City () Смертей Выздоровлений Заболевших |
| ------------------------------------------------------------------- | ------------------------------------------------------------------- | ------------------------------------------------------------------- | ------------------------------------------------------------------- | ------------------------------------------------------------------- |
| Дата                                                                | Дата                                                                |                                                                     | Случаев                                                             | Случаев                                                             |
| 2020-03-05                                                          | 2020-03-05                                                          |                                                                     | 1(+100%)                                                            |                                                                     |
| ⋮                                                                   | ⋮                                                                   |                                                                     | 1(=)                                                                |                                                                     |
| 2020-03-24                                                          | 2020-03-24                                                          |                                                                     | 4(+300%)                                                            |                                                                     |
| ⋮                                                                   | ⋮                                                                   |                                                                     | 4(=)                                                                |                                                                     |
| 2020-03-28                                                          | 2020-03-28                                                          |                                                                     | 6(+50%)                                                             |                                                                     |
| ⋮                                                                   | ⋮                                                                   |                                                                     | 6(=)                                                                |                                                                     |
| 2020-04-02                                                          | 2020-04-02                                                          |                                                                     | 7(+16.6%)                                                           |                                                                     |
| ⋮                                                                   | ⋮                                                                   |                                                                     | 7(=)                                                                |                                                                     |
| 2020-04-08                                                          | 2020-04-08                                                          |                                                                     | 8(+14.3%)                                                           |                                                                     |
| ⋮                                                                   | ⋮                                                                   |                                                                     | 8(=)                                                                |                                                                     |
| 2020-04-20                                                          | 2020-04-20                                                          |                                                                     | 9(+12.5%)                                                           |                                                                     |
| ⋮                                                                   | ⋮                                                                   |                                                                     | 9(=)                                                                |                                                                     |
| 2020-04-28                                                          | 2020-04-28                                                          |                                                                     | 10(+11.1%)                                                          |                                                                     |
| ⋮                                                                   | ⋮                                                                   |                                                                     | 10(=)                                                               |                                                                     |
| 2020-04-30                                                          | 2020-04-30                                                          |                                                                     | 11(+10%)                                                            |                                                                     |
| ⋮                                                                   | ⋮                                                                   |                                                                     | 11(=)                                                               |                                                                     |
| 2020-05-06                                                          | 2020-05-06                                                          |                                                                     | 12(+9.1%)                                                           |                                                                     |
| ⋮                                                                   | ⋮                                                                   |                                                                     | 12(=)                                                               |                                                                     |
| 2020-06-06                                                          | 2020-06-06                                                          |                                                                     | 12                                                                  |                                                                     |
| ⋮                                                                   | ⋮                                                                   |                                                                     | 12(=)                                                               |                                                                     |
| 2020-10-12                                                          | 2020-10-12                                                          |                                                                     | 19(+4.5)                                                            |                                                                     |
| ⋮                                                                   | ⋮                                                                   |                                                                     | 19(=)                                                               |                                                                     |
| 2020-10-15                                                          | 2020-10-15                                                          |                                                                     | 26(+6)                                                              |                                                                     |
| ⋮                                                                   | ⋮                                                                   |                                                                     | 26(=)                                                               |                                                                     |
| 2020-10-17                                                          | 2020-10-17                                                          |                                                                     | 27(+4)                                                              |                                                                     |
| Sources: - Worldometers Coronavirus Update                          |                                                                     |                                                                     |                                                                     |                                                                     |

Первый случай заражения COVID-19 в Ватикане был зафиксирован 6 марта 2020, в стране заражено 5 человек, 3 человека выздоровело, умерших нет.

## Меры для предотвращения распространенияCOVID-19
В конце февраля представитель Святого Престола сообщил, что некоторые мероприятия в закрытых помещениях будут перенесены как исполнение рекомендации властей Италии. Был назначен дежурный врач и медицинский персонал для оказания помощи пациентам в Ватикане.
10 марта была закрыта площадь Святого Петра.
Все музеи и археологические зоны при папских базиликах Рима также закрыты, открыты только аптека и супермаркет, приостановлена деятельность судебной системы Ватикана.

## Простуда Папы Римского
Позже Папа Римский простудился, однако некоторые ресурсы сразу создали слух о том, что он заражён коронавирусом. 1 марта Папа Римский обратился с традиционной проповедью к верующим, на которой он объявил, что не сможет поехать в Арричу, для совершения духовных упражнений. 3 марта одна из римских газет сообщила о том, что анализ на коронавирус показал у Папы Римского отрицательный результат.

## Хронология

### Март
6 марта в Ватикане был выявлен первый случай заражения COVID-19.
24 марта заразились ещё 3 человека, двое работников ватиканского музея и один сотрудник службы обеспечения.
28 марта появилась информация о ещё 2 случаях заражения.

### Апрель
2 апреля заразился седьмой человек.
8 апреля в Ватикане объявили, что ещё один человек заболел после того, как покинул Рим, уехав к болеющим родственникам, он был госпитализирован на месте. Двое заражённых выздоровели, один был выписан из больницы, двое проходят лечение там и трое бессимптомных больных.
20 апреля заразился ещё один человек, которого поместили в больницу для наблюдения, была проведена дезинфекция и проверки тех, кто контактировал с заражённым, все тесты дали отрицательный результат.
28 апреля заразился 1 человек, число заражённых в стране достигло 10 человек.
30 апреля заразился ещё 1 человек.

### Май
6 мая был выявлен двенадцатый случай заражения, на данный момент заражённый проходит лечение дома.

## Молитва Папы Римского
27 марта Папа Римский на пустой площади Святого Петра вознёс молитву за завершение эпидемии и спасение мира, событие транслировалось в Facebook, YouTube, по радио и телевидению.